# Perasia dissocians
Perasia dissocians là một loài bướm đêm trong họ Noctuidae.